# Tetradenia urticifolia
Tetradenia urticifolia là một loài thực vật có hoa trong họ Hoa môi. Loài này được (Baker) Phillipson mô tả khoa học đầu tiên năm 2008.